# Алі ібн Умар Дін
Алі ібн Умар Дін (*араб. علي بن عمر الدين; д/н — 1555) — 12-й султан Адалу у 1553—1555 роках.

## Життєпис
Походив з династії Ібрагіма. Син султана Умар Діна. Після загибелі батька 1553 року поставлений на трон родичем Нур ібн Муджахідом. реальної влади немав. Тому спробував приоркати Нура, але зазнав невдачі. Його було повалено 1555 року. Новим султаном став його брат Баракат.